# Arousal
El arousal o nivel de excitación cortical y alerta (también, neuroexcitación o excitación neurológica) es un término de la neurología, fisiología y psicología médicas que designa una activación general fisiológica y psicológica del organismo, que varía en un continuo que va desde el sueño profundo hasta la excitación intensa, según Daniel Gould y Vikki Krane.
El arousal es un estado fisiológico del organismo en vigilia, en respuesta a estímulos internos y externos. Estos estímulos desencadenan fluctuaciones en la conducta, la actividad del sistema nervioso autónomo y la actividad eléctrica cortical.
Existe un nivel óptimo de arousal para un buen desempeño, y muy poca o demasiada excitación puede afectar negativamente el desempeño de la tarea.

## Fisiología
La vigilia está regulada por el  sistema de activación reticular ascendente, que está compuesto por cinco sistemas de neurotransmisores principales: acetilcolina, norepinefrina, dopamina, histamina y serotonina, que se originan en el tronco del encéfalo y forman conexiones, que se extienden de forma ascendente por toda la corteza cerebral.

## Función
Conseguir un cierto nivel de activación o arousal, es imprescindible para desempeñar cualquier tarea.

Para cada tipo de tarea, se puede definir un grado óptimo de activación, en el cual el rendimiento es máximo.
Es la capacidad de estar despierto y de mantener la alerta que implica la capacidad de seguir estímulos u órdenes.

La vigilia está regulada por el sistema de activación reticular ascendente que está compuesto de sistemas neuronales difusos con diferentes monoaminas como neurotrasmisores.

Cuando son estimulados, estos sistemas producen actividad cortical y estado de alerta.

## Aplicaciones
El arousal se trata de un concepto muy utilizado en contextos en los que se trata de investigar (o mejorar) la atención y el rendimiento intelectual o deportivo.

Lograr un cierto nivel de arousal (activación) a través de la estimulación ambiental resulta imprescindible para emprender cualquier tarea a realizar.

Los psicólogos Yerkes y Dodson en 1908 formularon su Ley de Yerkes-Dodson, que relaciona empíricamente la excitación arousal y el rendimiento.
En el aprendizaje al incrementar el arousal sobrepasando el nivel óptimo del mismo, debido a una situación muy estresante para la persona, ese aumento de la activación cortical producirá una reducción en la efectividad del desempeño.
Los investigadores han llegado a plantearse la alternativa si el atleta debería estar activado al máximo al momento de competir, si existiría un estado intermedio ideal de tensión (excitación) o si, por el contrario, sería conveniente que estuviera lo más relajado posible. La intervención motivacional también  
puede pesar negativamente sobre el arousal.

## Tipos de arousal
En tareas de tiempo de reacción serial se supone que a medida que transcurre el tiempo el nivel de arousal debería disminuir. Sin embargo, Broadment observó que esto no siempre se cumplía. Para explicar esto, abandonó la noción de arousal unitario y propuso que existen dos tipos de arousal que pueden operar de modo distinto:
- Arousal inferior, que correspondería al arousal cortical y al que le afectarían variables de estado como el ruido y la privación de sueño.

- Arousal superior, que sería un tipo de activación cognitiva y facilitaría las operaciones estratégicas encaminadas a corregir los niveles de arousal inferior.